# Kinnear's Mills
| Kinnear's Mills                    |                      |
| Kinnear's Mills from Route 269.JPG |                      |
| Coordenadas: 46°13'N 71°23'W       |                      |
| Província                          | Quebec               |
| Região administrativa              | Chaudière-Appalaches |
| Incorporado em                     | 1 de julho de 1855   |
| Prefeito                           | Marquis Bédard       |
| Código postal                      | G0N 1K0              |
|                                    |                      |
| Área                               |                      |
| - Cidade                           | 93,18 km², 36 mi²    |
| Fuso horário                       | UTC -5               |
| População (2006)                   |                      |
| - Cidade                           | 326                  |
| - Densidade                        | 4 hab/km², 9 hab/mi² |

Kinnear's Mills é uma municipalidade canadense do conselho  municipal regional de Les Appalaches, Quebec, localizada na região administrativa de Chaudière-Appalaches. Em sua área de pouco mais de 93 km2, habitam cerca de trezentas pessoas.
Este município é conhecido por suas belas paisagens e as suas quatro igrejas localizadas no mesmo cruzamento no centro da aldeia. Existe também um parque de campismo chamado Camping Soleil.